# Octobre 1823

## Événements
- 1er octobre : le roi Ferdinand VII d'Espagne désavoue l’ordonnance d’Aranjuez et rétablit l’absolutisme. La répression est féroce. Les libéraux sont exécutés (Riego, El Empecinado), emprisonnés ou contraint à l’exil. Les actes édictés depuis 1821 sont annulés. La terreur blanche se poursuit jusqu’en 1826 (décennie abominable = ominosa década).

## Naissances
- 7 octobre : William Thomas Blanford (mort en 1905), géologue et naturaliste britannique.
- 21 octobre : Enrico Betti (mort en 1892), mathématicien italien.
- 26 octobre : Gideon Ellis Newman, membre de l'Assemblée de l'État du Wisconsin